# Cerceau (gymnastique)
Pour les articles homonymes, voir Cerceau.

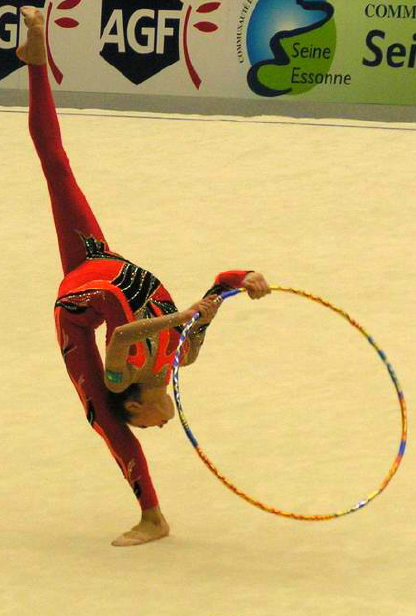
Aliya Yussupova en souplesse au cerceau, à Corbeil-Essonnes en 2004
((c) www.laGR.com)

Le cerceau est un engin de gymnastique rythmique. C’est le plus complet des engins : tous les éléments corporels doivent être équilibrés durant l'enchainement (souplesses, pivots, sauts et équilibres).

## Caractéristiques
- Poids : 300 g minimum.
- Diamètre : entre 60 et 90 cm.
- Matière : plastique (ou bois anciennement). Il peut être recouvert de ruban adhésif coloré.